# Божич, Хелена
Хелена Божич (черног. Хелена Божић, англ. Helena Božić) — черногорская футболистка, защитница московского «Динамо» и сборной Черногории.

## Спортивная карьера
Начала заниматься футболом в 10 лет, параллельно занималась карате, имеет синий пояс. Изучала в университете криминалистику.
На протяжении своей профессиональной карьеры выступала за черногорский «Экономист», сербскую «Црвену Звезду», албанскую «Влазнию», словацкий «Партизан» и словенский «Помурье». Является чемпионом Албании, серебряным призером чемпионата Черногории, бронзовым призером чемпионата Финляндии и обладателем Кубка Финляндии в составе клуба «Аланд Юнайтед».
С января 2023 года — игрок московского «Динамо».
Божич с 16 лет выступает за сборные Черногории разных возрастов: от юниорской и молодёжной до национальной команды. За женскую сборную Черногории Хелена дебютировала в 2015 году. Всего за главную команду страны Божич сыграла уже более 50 матчей, в том числе и отборочный матч Чемпионата Мира 2023 против сборной России (0:5) в сентябре 2021 года.